# Horherouenemef
Horherouenemef est un prince d'Égypte et douzième fils de Ramsès II,.

## Biographie
Compte tenu de son rang parmi les princes, Horherouenemef est probablement né au début du règne de Ramsès II,.
Horherouenemef, dont le nom signifie « Horus est avec son bras droit », occupe des fonctions honorifiques mais sans obtenir un poste important.
Le titre de prince héritier passe directement de Khâemouaset (4e fils) à Mérenptah (13e fils) vers l'an 55, Horherouenemef étant alors décédé.

## Sépulture
Il a peut-être été enterré dans la tombe KV5, mais l'état de cette dernière ne permet pas d'en être certain.